# Реаско, Нейсер
Не́йсер Реа́ско (исп. Néicer Reasco Yano; род. 23 июля 1977 в Сан-Лоренсо) — эквадорский футболист, выступавший на позиции левого флангового защитника, выступал за сборную Эквадора. Наиболее известен по выступлениям за ЛДУ Кито и бразильский «Сан-Паулу».

## Биография
Нейсер провёл большую часть карьеры в составе ЛДУ из Кито. После успеха на чемпионате мира в 2006 году его купил «Сан-Паулу», один из самых богатых клубов Южной Америки, действующий на тот момент клубный чемпион мира. В составе «трёхцветных» Реаско был единственным легионером и за два года трижды становился чемпионом Бразилии (в ЧБ-2008 стал чемпионом Бразилии уже после ухода из команды).
Летом 2008 года Реаско принял решение вернуться в родной клуб, который впервые в истории эквадорского футбола стал победителем Кубка Либертадорес. Вместе с родной командой в 2009 году завоевал Южноамериканский кубок, дважды завоёвывал Рекопу, а в 2010 году в четвёртый раз стал чемпионом Эквадора. По окончании сезона 2016 Нейсер объявил о завершении карьеры футболиста.
В составе сборной Эквадора принял участие в Кубках Америки 2004 и 2007 годов, а также вышел в 1/8 финала чемпионата мира 2006 года.
Несмотря на то, что Нейсер защитник, он зачастую подключался к атакующим действиям команды, чему способствовала его природная выносливость.

## Достижения
- Чемпион Бразилии (3): 2006, 2007, 2008
- Чемпион Эквадора (4): 1998, 1999, 2003, Ап. 2005, 2010
- Обладатель Южноамериканского кубка (1): 2009
- Обладатель Рекопы (2): 2009, 2010
- Участник Символической сборной года Южной Америки (3): 2009, 2010, 2011